# تیم ملی فوتبال زیر ۲۳ سال آلبانی
تیم ملی فوتبال زیر ۲۳ سال آلبانی (انگلیسی: Albania national under-23 football team) نماینده کشور آلبانی در مسابقات فوتبال زیر ۲۳ سال اروپا و جهان است.